# 梅花泉

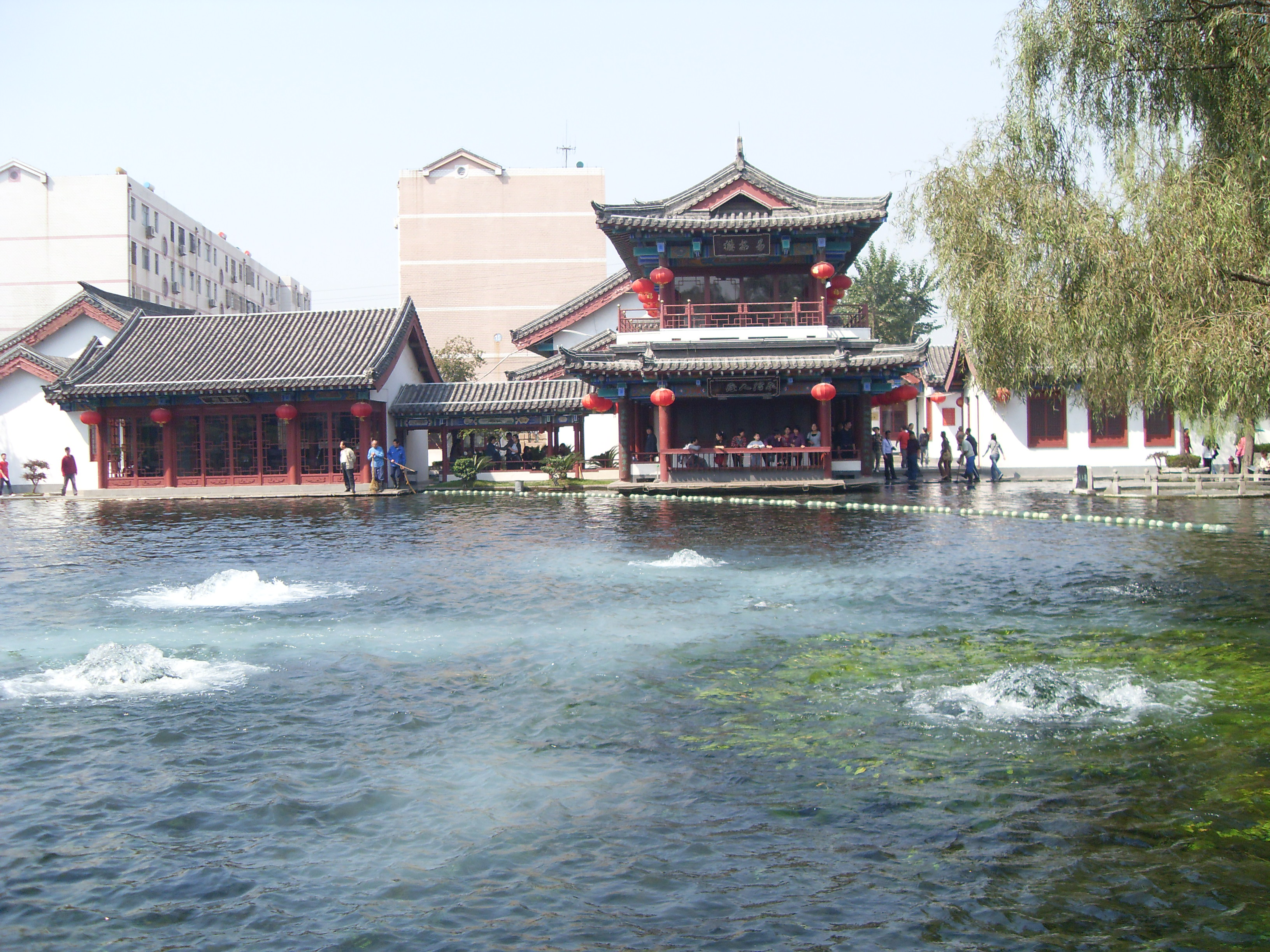
梅花泉

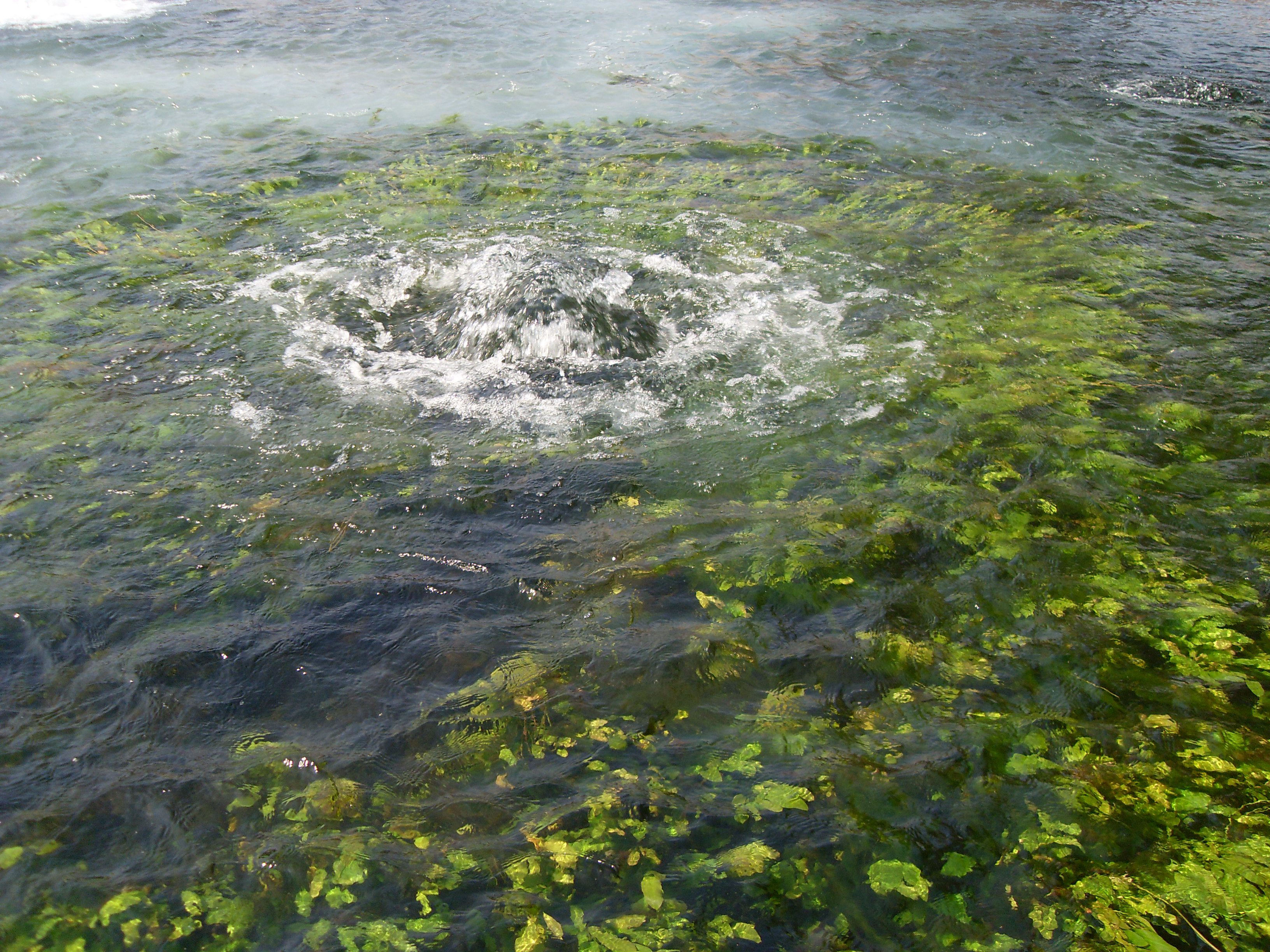
梅花泉

梅花泉位于章丘市明水百脉泉公园内，处于宋代著名女词人李清照故居中，为济南七十二名泉之一。
“睡起觉微寒，梅花鬓上残”，这泓被清照园内亭台楼阁、绿柳垂杨环绕的清泉，恰有五处泉眼均匀分布在泉池的东北侧，正应了“梅花五出”，泉名即由此而来。泉池面积1800平方米，正常年份的喷流量为0.5立方米／秒，水量较大，清泉喷涌，玉珠四溅，水汽氤氲，丝毫不输著名的趵突泉。更有趣的是，每处泉眼四周都生长着茂盛的翠绿色水草，被泉水冲击纷披四散，宛如花瓣随风轻摇，每处泉眼已自成一花，五处泉眼又汇成一朵白色梅花，映衬在墨绿色泉池中，美不胜收。
泉水漫过锦江桥，汇入绣江河，游人站在桥上犹如立于水中，不时有泉风拂面，雨丝沾衣，加之清照园内浓郁的文化气息，只觉仿佛身临画境。
有些可惜的是，近年来济南地区地下水位有所下降，其中一处泉眼水量稍有减小，影响了梅花泉整体的效果。
其附近还有漱玉泉、百脉泉、墨泉等。